# Robert Dix
Robert „Bob“ Dix (* 8. Mai 1935 in Los Angeles, Kalifornien; † 6. August 2018 in Tucson, Arizona) war ein US-amerikanischer Schauspieler und Drehbuchautor.

## Leben
Dix wurde als Sohn des Oscar-nominierten Schauspielers Richard Dix geboren und verbrachte seine Kindheit in Beverly Hills und auf der Familienranch in Malibu. In seiner Jugend verdiente er sich sein erstes eigenes Geld, als er unter anderem James Stewart, Jimmy Durante und Robert Cummings mit Lebensmitteln belieferte. Sein Vater verstarb 1949 im Alter von 56 Jahren an den Folgen eines Herzanfalls; sein Zwillingsbruder Robert Jr. kam vier Jahre später bei einem Unfall ums Leben. Seine Mutter heiratete in zweiter Ehe den Unternehmer Walter Van De Kamp.
Dix studierte Schauspiel in New York City und erhielt im Alter von 18 Jahren einen Filmvertrag von Metro-Goldwyn-Mayer. Ab 1954 war er in zahlreichen MGM-Produktionen zu sehen, allerdings zunächst in kleinen, im Abspann nicht genannten Nebenrollen. Sein erster Credit erfolgte 1955 in Des Königs Dieb, an der Seite von unter anderem David Niven und Roger Moore. 1956 spielte er im Science-Fiction-Film-Klassiker Alarm im Weltall die Rolle des Besatzungsmitglieds Grey. Sein Vertrag wurde jedoch kurz darauf durch das Studio aufgelöst, worauf Dix Engagements beim Fernsehen suchte und erhielt. Zwischen dem Ende der 1950er und Anfang der 1960er Jahre trat er als Gaststar unter anderem in den Serien Mike Hammer, Westlich von Santa Fé, Rauchende Colts und Tausend Meilen Staub auf.
1957 stellte er an der Seite von Barbara Stanwyck und Barry Sullivan im von 20th Century Fox produzierten Western Vierzig Gewehre den Chico Bonell dar. Danach erhielt er keine weiteren Engagements von großen Filmstudios, woraufhin er sich dem B-Movie zuwandte. Zwischen 1968 und 1970 war er in einem Dutzend Filmen zu sehen, unter anderem agierte er neben John Carradine in Dracula und seine Opfer, sowie neben Bruce Dern, Jack Nicholson und Harry Dean Stanton in Rebel Riders. Häufig arbeitete er während dieser Zeit unter dem Low-Budget-Film-Regisseur Al Adamson. 1969 spielte er die Hauptrolle im Western Fünf blutige Gräber, für den er selbst das Drehbuch verfasst hatte. Ein zweites Drehbuch wurde 1972 durch Ken Osborne verfilmt, das Drama The Ballad of Billie Blue. Eine weitere Filmrolle erhielt Dix eher zufällig, als er in New Orleans auf Roger Moore traf, den er noch aus seiner Zeit bei MGM kannte. Moore, der dort James Bond 007 – Leben und sterben lassen drehte, verschaffte Dix eine kleine Rolle als FBI-Agent. Seine letzte Rolle hatte Dix als Roger Frankenstein in The Last Frankenstein, einem durch Crowdfunding finanzierten Low-Budget-Film.
Dix erlag im August 2018 im Alter von 83 Jahren in einem Krankenhaus in Tucson den Folgen einer respiratorischen Insuffizienz. Er hinterließ seine Frau und zwei Kinder.

## Filmografie (Auswahl)

### Film
- 1955: Der gläserne Pantoffel (The Glass Slipper)
- 1955: Der scharlachrote Rock (The Scarlet Coat)
- 1955: Des Königs Dieb (The King’s Thief)
- 1955: Tyrannische Liebe (Love Me or Leave Me)
- 1955: Und morgen werd’ ich weinen (I’ll Cry Tomorrow)
- 1955: Unterbrochene Melodie (Interrupted Melody)
- 1956: Alarm im Weltall (Forbidden Planet)
- 1956: Diane – Kurtisane von Frankreich (Diane)
- 1957: Vierzig Gewehre (Forty Guns)
- 1958: Frankensteins Tochter (Frankenstein's Daughter)
- 1969: Fünf blutige Gräber (Five Bloody Graves) (& Drehbuch, Ko-Produzent)
- 1973: James Bond 007 – Leben und sterben lassen (Live and Let Die)
- 2019: Blood & Flesh: The Reel Life & Ghastly Death of Al Adamson (Dokumentarfilm)
- 2021: The Last Frankenstein (gedreht 2015/16)

### Fernsehen
- 1958: Mike Hammer (Mickey Spillane’s Mike Hammer)
- 1958: Richard Diamond, Privatdetektiv (Richard Diamond, Private Detective)
- 1959: Westlich von Santa Fé (The Rifleman)
- 1961: Rauchende Colts (Gunsmoke)
- 1962: Tausend Meilen Staub (Rawhide)